# Okrouhlá, Cheb
Okrouhlá là một làng thuộc huyện Cheb, vùng Karlovarský, Cộng hòa Séc.